# 亚历山大·施塔德勒
亚历山大·施塔德勒（德語：Alexander Stadler，1999年10月16日—），德国男子曲棍球运动员。他曾代表德国国家队参加2020年夏季奥林匹克运动会男子曲棍球比赛，获得第4名。